# Плесо (Великоустюзький район)
Пле́со (рос. Плесо) — присілок у складі Великоустюзького району Вологодської області, Росія. Входить до складу Орловського сільського поселення.

## Населення
Населення — 5 осіб (2010; 6 у 2002).
Національний склад (станом на 2002 рік):
- росіяни — 83 %